# آرلینگتون (داکوتای جنوبی)
آرلینگتون(به انگلیسی: Arlington) شهری در ایالت داکوتای جنوبی کشور ایالات متحده آمریکا است که جمعیت آن در سرشماری سال ۲۰۱۰ میلادی، ۹۱۵ نفر بوده‌است.